# 日本の大学教員の職階
日本の大学教員の職階（にほんのだいがくきょういんのしょっかい）は、日本の高等教育機関（大学、短期大学、高等専門学校）の職階。

## 概要
高等教育を行う学校には、「大学」（大学院、短期大学を含む）及び「高等専門学校」がある。この他に、大学共同利用機関法人の研究所や、学位を取得できる省庁大学校も該当する。専修学校の専門課程も高等教育であるが、学校により職階が大きく異なるため、ここでは省略する。
主な職階は、上から学長、教授、准教授、講師、助教、助手である。また、大学によっては、「実験講師」や、助手より下位に位置する補助員として「教務補佐員」、「技術補佐員」、「副手」、「教務助手」、「実務助手」、「研究補助員」といった名称の職員が置かれるが、いずれも学校教育法に定められた名称ではない。
かつては助教授という職階があったが廃止された。准教授が新設されかつての助教授の職務が見直された形となった。また助手は大幅に削減され大部分は助教に移行した。
主に授業は教授・准教授・講師が担当する。一方、演習・学生実験・実習は教授・准教授・講師の指導のもと、実際は助教が担当することが多い。卒業研究及び卒業論文の指導は教授の統括の元、指導教員として准教授・講師・助教が担当する。

## 批判
高等教育での職階制度は、教育研究機関の教育組織の中に強い階級制度をもたらす。学部長などの重要な役職に就くには、ほとんどの場合、教授でなければならない。
また、講座制をしいている場合は、それ以外に研究活動と教育活動の両面で教授が大きな権限を持ち、教授の能力や人格が講座の活動の成否や所属する教員と学生の人生までをも大きく左右する。教授は下位の教員に対して人事権を持つので、上司である教授との人間関係のトラブルが原因で、人事上の不当な扱いを受けるケースも数多く存在する。統括する教授に管理職としての雑務が集中することにより、研究・教育のための時間が相当量奪われ、問題となっている。

## 一覧
学長

教授
教授（きょうじゅ）とは、特に優れた知識、能力及び実績を有し、学生を教授し、その研究を指導し、又は研究に従事することを職務とする教育職員のことである。大学の教授は、法令に規定されている3種の職務のうち、1つしか担当しない場合もあれば、複数を担当する場合もある。高校までの教員は教諭、大学の教員は教授もしくは准教授・助教であると誤解されている場合があるが、教授は地位名称であり職種名称ではない。英文表記は「professor」。
准教授
准教授（じゅんきょうじゅ）とは、優れた知識、能力及び実績を有し、学生を教授し、その研究を指導し、又は研究に従事することを職務とする教育職員のことである。かつて「助教授」と呼ばれた職階に当たる。英文表記は一般に「associate professor」。
講師
講師（こうし）とは、教授又は准教授に準ずる職務に従事する教育職員のことである。専任の講師と非常勤の講師の別がある。学校教育法第九十二条の2に「副学長、学部長、講師、技術職員その他必要な職員を置くことができる。」と定められていて、同10で「講師は、教授又は准教授に準ずる職務に従事する。」と定められている。近年は、非常勤講師は別にして、専任講師は助教に収斂しつつあり、専任講師の職位を設けない大学も少なくない。
- 専任の講師：一般的に専任の講師（大学によっては職名「専任講師」が用いられる）は、教授、准教授に次ぐ職位であり、人事上は准教授と講師が同じカテゴリーに属する扱いとなる（職階上は差がある）。講師は、教育や研究の事情に応じて、直接、教授の職務を助ける場合もある。講師の英文表記は「lecturer」が一般的であるが、異なる表記を用いる大学も多く、「senior assistant professor」、「assistant professor」、英国式に倣って「senior lecturer」も見られる。京都大学は、平成20年に「senior lecturer」を用いると定めたが、平成27年に「junior associate professor」を新たな選択肢として提案し、いずれを用いるか部局が選択するとした。
- 非常勤の講師：専任ではない講師は、「非常勤講師」や「兼任講師」等と呼ばれる。その授業のみを担当するパート・タイムで、基本的に年契約、賃金も専任の教員と比べると低賃金である。非常勤講師の英文表記は、「part-time lecturer」等が用いられる。専業非常勤講師の項も参照のこと。

助教
助教（じょきょう）とは、学生を教授し、研究を指導し、または研究に従事する教育職員のことである。
基本的には、旧学校教育法の「助手」（旧助手）の中から教育・研究を主たる職務とする者を弁別することを目的として、新たに設けられた職位である。一部の大学・学部では、助教または助手の採用段階で、博士の学位を取得していることを要件とすることもあるが、法律上の要件ではない。
多くの大学では、任期の定めのない助教は、業績を積むことにより、講師（講師を置かない大学では准教授）以上に昇格することが慣例化している。しかし、任期付きの助教の場合、業績を挙げることが必ずしも昇格につながらない。なお、助教は任期のあるケースが多い。英文表記は、東大含め、殆どの日本の大学で、Assistant Professorと定められている。
改正教育法が施行された平成19年度以降、国立大学法人では、それまでの助手を助教に変更した事例が多い。これに対し私立大学の中には、それまでの専任講師の職位を助教に変更した事例が見られる。この場合、表面的な職位は講師より下でも、実際の待遇は専任講師に準じ、任期付であってもテニュアトラック（終身雇用候補者）として専任教員への昇格が予定されているものもある。
助教の導入に伴い、従来の助手のうち、資格審査の結果、助教への就任が認められないが、職務の性質や不利益変更防止の観点から新助手への移行も妥当でないとされた者について、移行ポストとして学校教育法上の根拠のない「准助教」を置いた大学もある。
助手
助手（じょしゅ）とは、所属組織の教育・研究の円滑な実施に必要な業務を行う学校職員のことである。英文表記は、旧制度の助手はAssistant ProfessorやResearch Associateなどが用いられていたが、新制度の助手は　Teaching AssociateやResearch Associateなどが用いられる。
教務職員
教務職員（きょうむしょくいん）とは、助手の下位職員として各大学の裁量で採用されていた職種をさす。職員の分類上は、教育職員（大学教員）に属し、職務内容は教員に準じるが、運用上は技官と同じ扱いを受けていた。